# Pedro Dancart

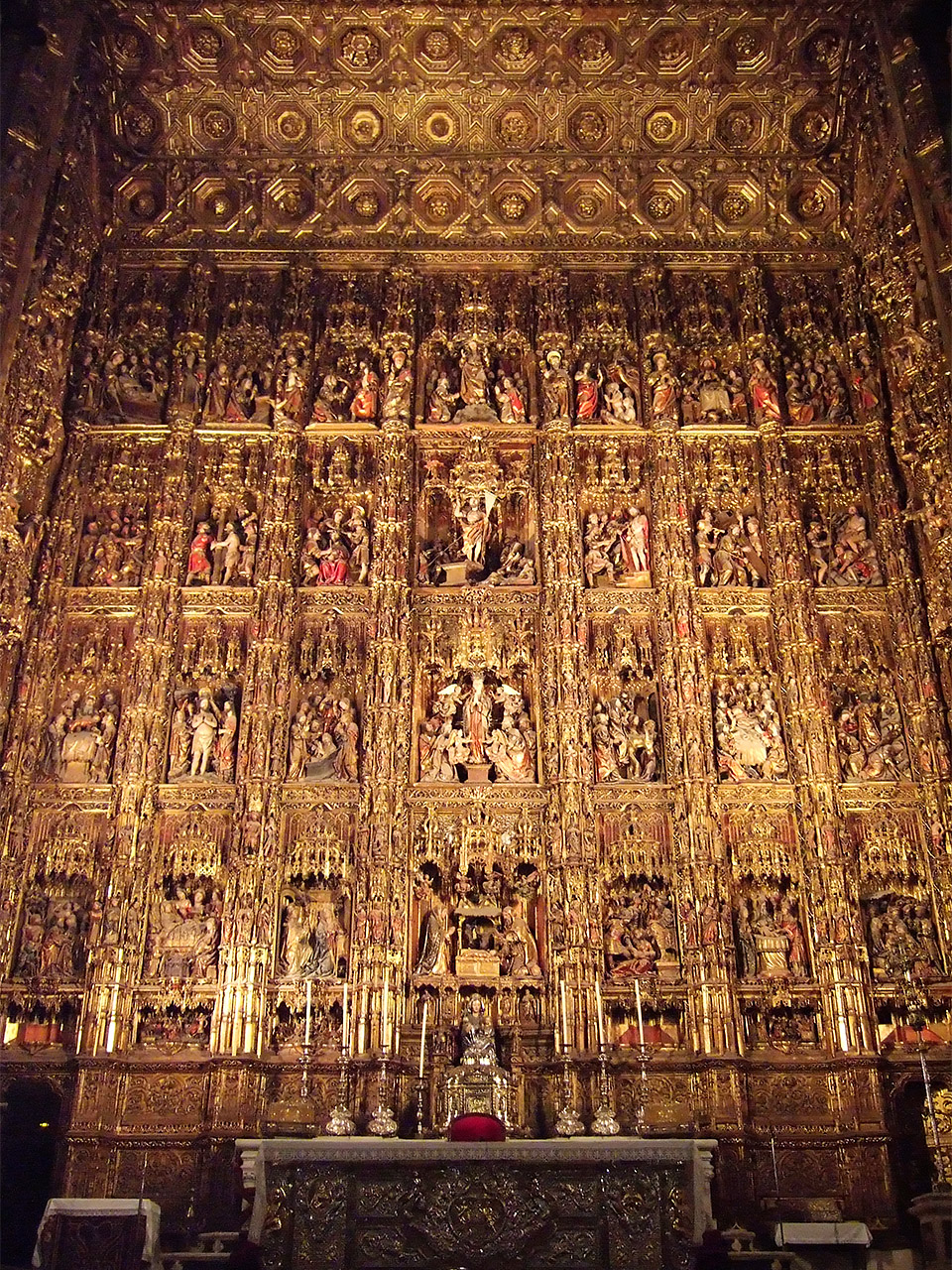
Retablo Mayor de la Catedral de Sevilla

Pedro Dancart también conocido por Pierre Dancart fue un escultor español de origen flamenco activo en la segunda mitad del siglo XV. 

## Biografía y obra
Se estableció en España, donde desde 1478 trabajó en la realización de la sillería del coro de la Catedral de Sevilla, junto con Nufro Sánchez.
En el año 1480 el cabildo catedralicio le nombró maestro mayor de carpintería. En 1481 le encargaron la realización del retablo mayor. En 1488 ya había fallecido, sin poder concluir su obra. El retablo no se terminó hasta más de 80 años más tarde, en 1564.
Este retablo mayor consta de 7 calles, siendo la central más ancha. Mide 27.8 metros de alto por 18.2 de ancho y consta de 44 relieves sobre la vida de Jesucristo y la Virgen. Está realizado en madera policromada e incluye cientos de figuras. A su muerte, la obra fue continuada por diversos tallistas hasta su total finalización.